# Lycorina inarata
Lycorina inarata là một loài tò vò trong họ Ichneumonidae.